# Gelbwürfeliger Dickkopffalter

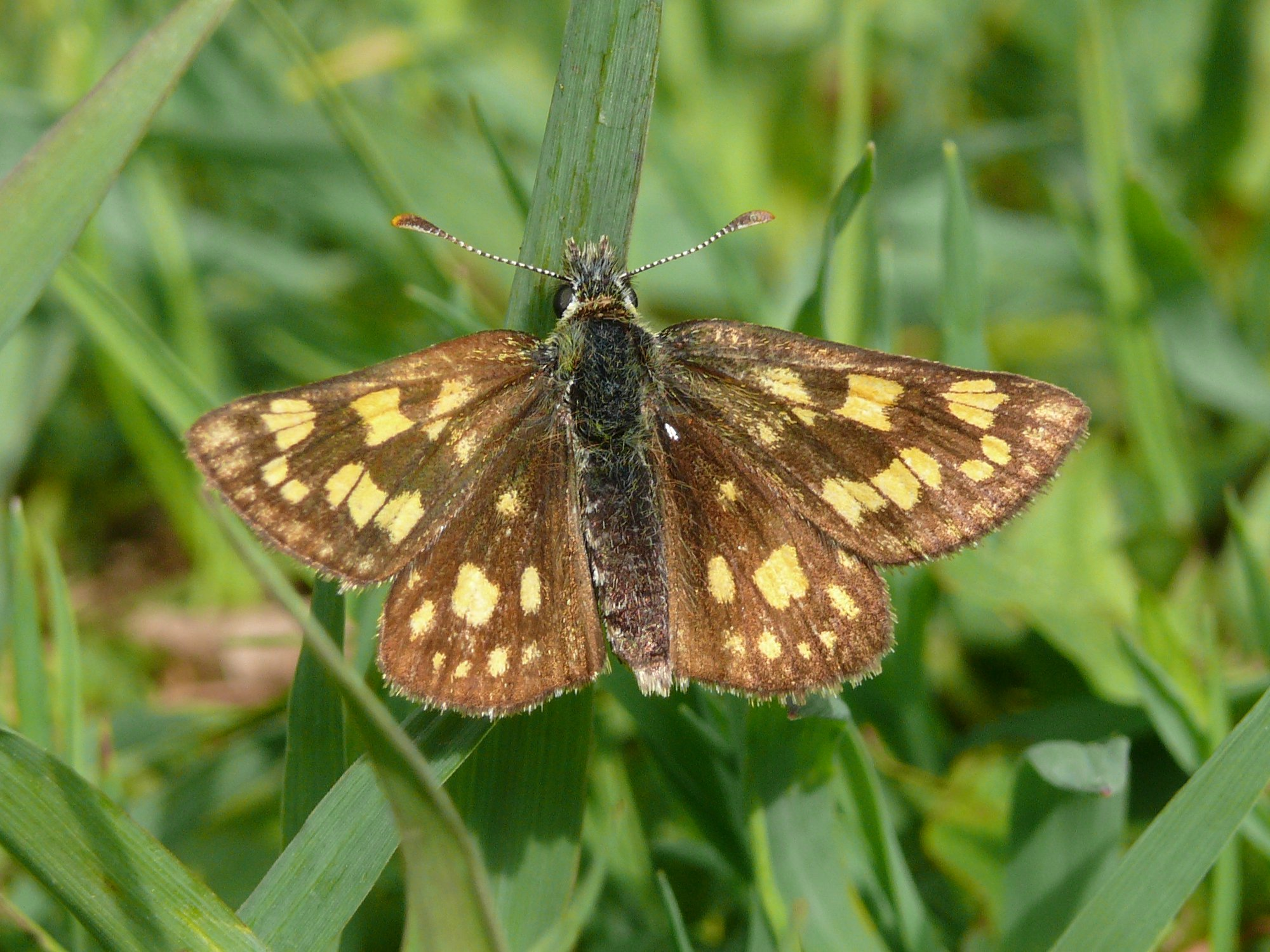
Flügeloberseite

Der Gelbwürfelige Dickkopffalter (Carterocephalus palaemon, auch Bunter Dickkopffalter) ist ein Schmetterling (Tagfalter) aus der Familie der Dickkopffalter (Hesperiidae).

## Vorkommen
Die Tiere kommen von den Nordpyrenäen über Mittel- und Nordfrankreich, Norditalien (Dolomiten) bis zum Polarkreis, in Zentral- und Nordasien bis in eine Höhe von 1.600 Metern vor. In England ist die Art ausgestorben. Sie leben auf trockenen und feuchten Wiesen mit Gebüsch, Trockenrasen oder an Waldrändern.

### Flugzeit und Entwicklung
Die Falter fliegen pro Jahr in einer Generation von Mitte Mai bis Juni. Die Raupen findet man ab Juli und nach der Überwinterung bis Mai.

## Merkmale

### Falter
Die Falter erreichen eine Flügelspannweite von 22 bis 28 Millimetern. Die Flügeloberseiten weisen eine dunkelbraune Grundfärbung auf, die durch orangebraune oder gelbe Würfelflecken durchbrochen wird. Die Flügelunterseiten sind gelbbraun und haben dunkel umrandete, weiße Flecken. Die Unterseiten der Fühlerkolben sind bei den Männchen dunkel und bei den Weibchen gelb gefärbt.

### Ähnliche Arten
- Schlüsselblumen-Würfelfalter (Hamearis lucina)
- Schwarzfleckiger Golddickkopffalter (Carterocephalus silvicola)

### Raupe
Die Raupen werden ca. 23 Millimeter lang und sind sehr schlank gebaut. Sie haben eine hellgrüne Grundfärbung mit dunkelgrünen und weißen Längsstreifen. Erst im letzten Stadium sind sie rein grün gefärbt. Während der Überwinterungsphase passen sie sich jedoch der Farbe welker Blätter an und sind dann stroh- oder lederfarben. Ihr Kopf ist schwarz. Am ersten Segment und auch am Ende des Hinterleibs tragen sie schwarze Punkte, wobei am Hinterleibsende zwei größere zu einem länglichen Punkt verschmolzen sind.

### Nahrung der Raupen
Die Raupen ernähren sich von verschiedensten Süßgräsern wie Blauem Pfeifengras (Molinia caerulea), Rohr-Pfeifengras (Molinia arundinaceae), Wolligem Honiggras (Holcus lanatus), Land-Reitgras (Calamagrostis epigejos), Wald-Zwenke (Brachypodium sylvaticum), Fieder-Zwenke (Brachypodium pinnatum), Waldtrespe (Bromus ramosus), Gewöhnlichem Knäuelgras (Dactylis glomerata), Wiesen-Fuchsschwanz (Alopecurus pratensis) und Wiesen-Lieschgras (Phleum pratense).

## Lebensweise

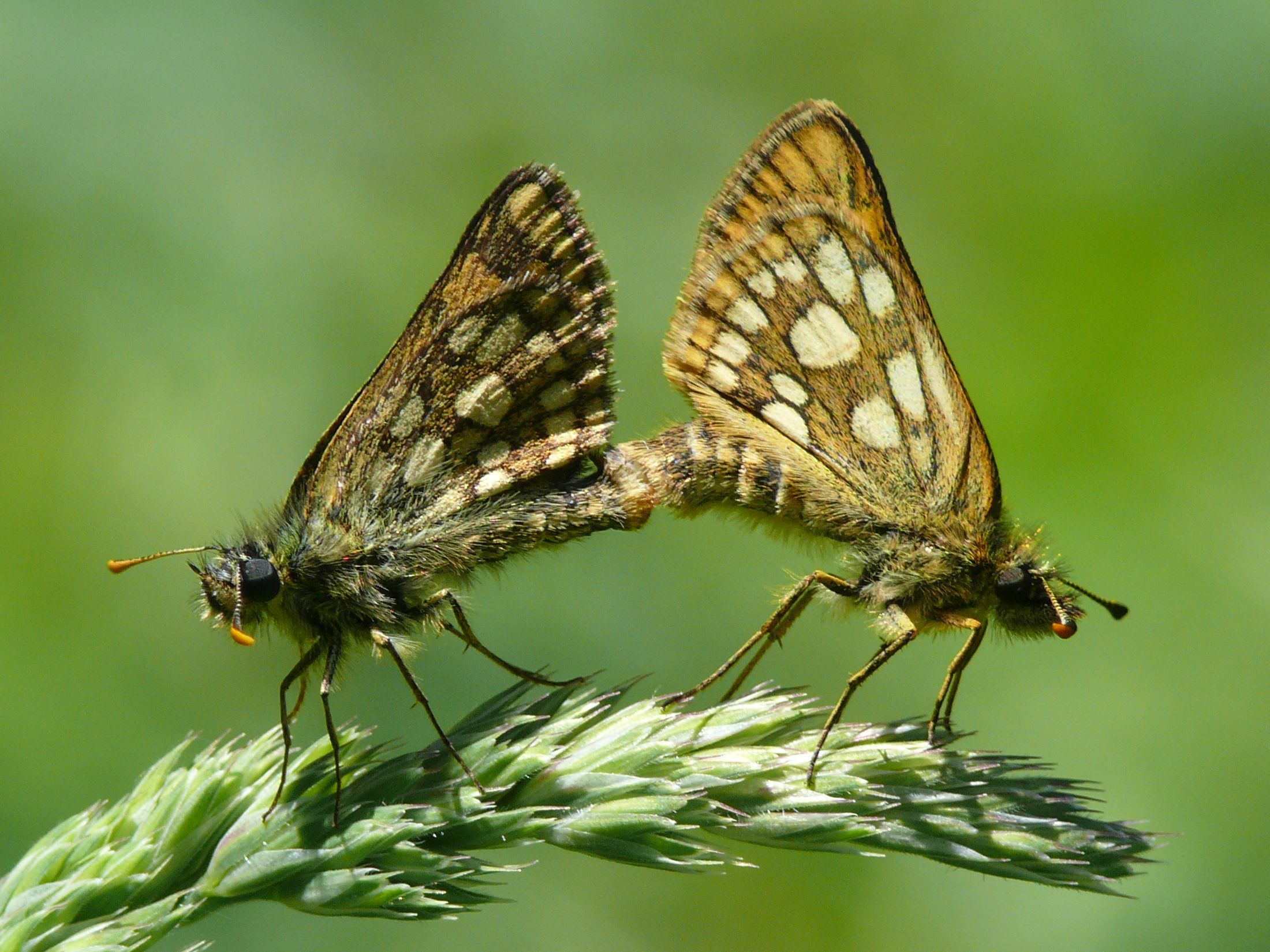
Gelbwürfeliger Dickkopffalter (Carterocephalus palaemon), Paarung. Gut erkennbar sind die unterschiedlichen Farben der Unterseiten der Fühlerkolben.

Die kleinen und schnell fliegenden Falter werden nur vereinzelt angetroffen und besuchen flink Blüten in sonnigen Gegenden. Sie bevorzugen Günsel (Ajuga spec.) und Atlantisches Hasenglöckchen (Hyacinthoides non-scripta), saugen aber auch an Gelbem Frauenschuh (Cypripedium calceolus).

### Entwicklung
Die Eiablage erfolgt an Blättern von Gräsern, wobei die Eier einzeln abgelegt werden. Die Raupen leben bevorzugt an schattigen und feuchten Stellen. Sie bauen durch Umklappen eines Grashalmes und Festspinnen einen Unterschlupf. Dieser ist meist gleich lang, wie die Raupe. Von dort aus fressen sie die Hälfte des Grashalmes immer schräg ab. Dadurch entsteht ein typisches dreieckiges oder trapezförmiges Fraßmuster. Sie überwintern in ihrem Versteck voll entwickelt, kommen im März wieder zum Vorschein und verpuppen sich. Die Falter schlüpfen im Mai.